# Die ganze Stadt
Die ganze Stadt (frz.: La ville entière) ist der Titel von surrealistischen Gemälden des Malers und Bildhauers Max Ernst, die er nach zahlreichen Vorstudien 1935/36 in zwei Versionen in Paris schuf. Das kleinere Bild mit den Maßen 60 × 81 cm ist im Besitz des Kunsthauses Zürich in Zürich, das größere mit den Maßen 97 × 145 cm befindet sich in Privatbesitz.

## Beschreibung und Interpretation
Die Bilder zeigen rätselhafte, ruinenartige, an Festungen oder Tempelanlagen erinnernde Gebäude als versteinerte Stadt an einem Berg mit trostloser Anmutung. Im Vordergrund wuchern jeweils üppige, dschungelartige Pflanzen, die die Gebäude im Mittelgrund zu verschlingen scheinen. Die kleinere Schweizer Version wird von einer riesigen Sonnenscheibe überwölbt, sie zeigt an der Spitze eine verfallene Burg. Die sonnenlose Version zeigt dagegen mehrere Gebäude mit Säulen, die an eine Akropolis erinnern. Die Bildkomposition, in der künstlerischen, von Max Ernst erfundenen Technik der Grattage hergestellt, steht in der Tradition romantischer Weltvisionen. Die Gebirgslandschaft erinnert an Albrecht Altdorfer. In den Motiven der übereinandergelagerten Schichten hat sich der Künstler an seinen früheren, aus den 1920er Jahren stammenden Collagen orientiert, die er aus naturkundlichen Illustrationen des 19. Jahrhunderts geschaffen hatte. Neben den Erinnerungen an untergegangene Zivilisationen mit archaischen Tempelarchitekturen erscheint in dem Bild möglicherweise auch eine Zukunftsvision. Das Gemälde bietet dem Betrachter die imaginären und traumhaften Visionen des surrealistischen Künstlers.